# Домбровский, Ярослав
Яро́слав Домбро́вский (пол. Jarosław Dąbrowski; 13 ноября 1836, Житомир, Волынская губерния — 23 мая 1871, Париж) — русский, польский и французский революционер и военачальник.

## Биография
Ярослав Домбровский родился в г. Житомире в семье обедневших дворян. С 1845 по 1853 проходил обучение в Брестском кадетском корпусе, затем был отправлен в Санкт-Петербургский Дворянский полк (затем — Константиновский кадетский корпус).
В 1855, как успешно окончивший обучение, произведён в прапорщики и назначен в 19-ю полевую артиллерийскую бригаду, участвовавшую в Кавказской войне. Участвовал в закладке станиц Отрадной и Спокойной.
В 1859 поступает в Николаевскую академию Генерального штаба.

### Подпольная деятельность, арест и побег
В Петербурге Домбровский вступает в кружок польских офицеров-генштабистов, затем становится одним из его руководителей. С декабря 1860 года он начинает устанавливать связи с польскими конспираторами.
6 февраля 1862 года в звании штабс-капитана приезжает в Варшаву и начинает подпольную работу одним из руководителей Комитета русских офицеров в Польше и члена Центрального национального комитета.
В июне 1862 года принимается разработанный Домбровским план восстания. 14 августа Домбровский был арестован и заключён в Варшавскую цитадель. Находясь в заключении, руководит восстанием.
После поражения восстания был приговорён к 15 годам каторжных работ, но в декабре 1864 года с помощью членов кружка Ишутина сумел совершить побег из московской пересыльной тюрьмы(она находилась в Колымажном переулке); в мае 1865 года при содействии В. М. Озерова из ссылки вызволена Пелагия Домбровская — жена революционера.

### В эмиграции
В июне супруги эмигрируют в Европу. В Швеции, Германии, Бельгии, Швейцарии Домбровский устанавливает контакты с революционной эмиграцией и ищет работу. Осенью 1865 года приезжает в Париж, где устраивается на работу чертёжником. В 1866 году возникает Объединение польской эмиграции (позже — Объединение польской демократии). Домбровский становится активным членом этой организации, выступает с крайне левых позиций.
В 1868 году вышла книга «Критический очерк войны 1866 года в Германии и Италии», в которой Домбровский проявил себя прекрасным военным теоретиком.
В 1869 году Домбровский был арестован французской полицией по ложному обвинению в подделке русских рублей, однако суд его оправдал.
В 1870 году он призывает создать польские отряды для участия в Франко-прусской войне, но правительство национальной обороны отказывает в этом. В октябре того же года по просьбе Гарибальди Домбровский выезжает в Лион для командования польским легионом, но этот план провалился, поэтому в марте Домбровский возвращается в Париж. Активно участвует в действиях Парижской коммуны: руководит XI легионом, затем назначается комендантом Парижского укреплённого района и командующим войсками западного сектора обороны Парижа; Домбровскому было присвоено звание генерала. В апреле и мае активно участвует в боевых действиях Коммуны против версальцев. 23 мая 1871 года получил тяжёлое пулевое ранение в бою и скончался через 2 часа в парижской больнице Ларибуазьер.

## Память
- Повесть Даниила Гранина «Генерал Коммуны».
- Изображение Я. Домбровского было помещено на выпущенную Народным Банком Польши в 1986 году купюру достоинством 200 злотых[9].
- В его честь названы улицы: в Жешуве, Лодзи (Польша), Гродно (Белоруссия), посёлке Парижская Коммуна в Ярославле, Житомире (Украина).
- В его честь названа Военная Техническая академия в Варшаве.
- Памятник на площади Согласия в Житомире (Украина).
- Мемориальная доска Ярославу Домбровскому в Житомире (Украина), скульптор Иосиф Табачник, арх. Пётр Бирюк, 1985.
- Его жизни посвящены художественные фильмы «Зори Парижа» (в роли Н. С. Плотников) и «Ярослав Домбровский» (в роли Зигмунт Малянович).